# Chambonas

Chambonas este o comună în departamentul Ardèche din sud-estul Franței. În 1 ianuarie 2022 avea o populație de 978 de locuitori.